# Podwórkowi Chuligani
Podwórkowi Chuligani je polská hudební skupina hrající ska punk a Oi! .

## Historie
Kapela byla založena v roce 1998 v Płocku . 27. září 1998 skupina vydala své debutové album Back to the street . Později skupina absolvovala turné mimo jiné v Punk Orchestra of Christmas Charity v Krakově, mezinárodním hudebním festivalu ska v RoSlau . V roce 1999 hudebníci vydali druhé album Ciężko jest , krátce poté svou činnost pozastavili. Skupina se obnovila krátce v roce 2005 se změněnou sestavou; Filipa, který hodně koncertuje s Farben Lehre, vystřídal Robert Chabowski, svými přáteli zvaný Chaboś . Svůj první koncert po dlouhé pauze odehráli 18. února v klubu Forma v Płocku.
Na konci roku 2008 nastal další comeback, tentokrát v původní sestavě. První koncert se uskutečnil 5. března 2009 ve Varšavě, v klubu Rádia Luxembourg.

## Sestava
- Franek (Robert Wudarski) - zpěv

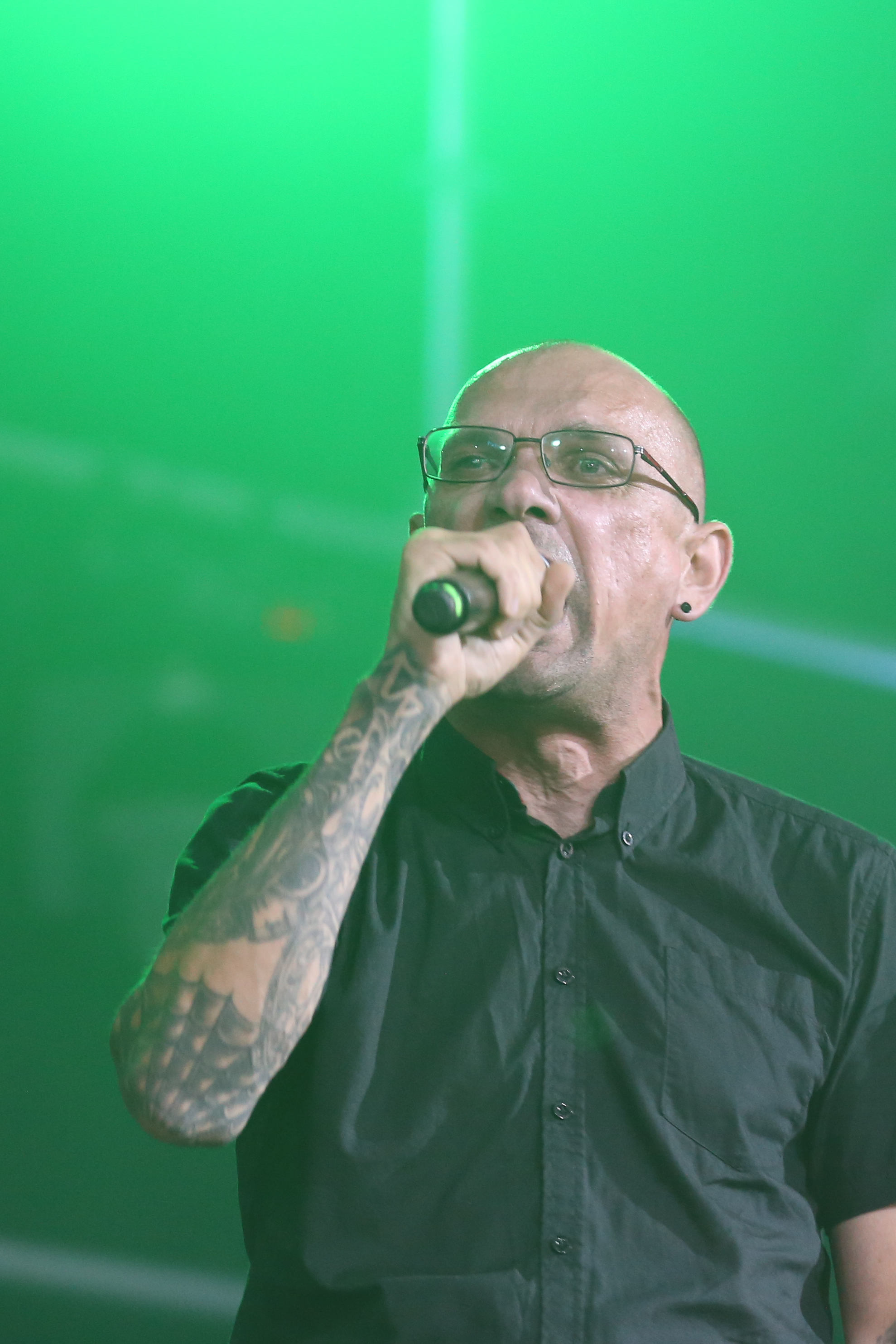
Franek

- Artur (Artur Kania) - basová kytara
- Duken (Adam Przemyłski) - bicí

### Bývalí členové
- Chaboś (Robert Chabowski) - elektrická kytara
- Przem (Przemek Chylinski) - saxofon
- F1let (Filip Grodzicki) - kytara
- Gilun (Maciej Grzelak) - klávesy
- Łukasz Grocki - kytara

## Diskografie
- Powrót na ulicę, CD ( 1998 ) ( Jimmy Jazz Records )
- Ciężko jest, CD ( 2002 ) ( Jimmy Jazz Records )
- Na pohybel, CD ( 2010 ) [Lou & Rocket Boys]
- Prowincjonalna łobuzerka, CD ( 2017 ) ( DIY )
- Powrót na ulicę, LP, ( 2017 ) ( Jimmy Jazz Records )
- Prowincjonalna łobuzerka, LP ( 2018 ) ( Jimmy Jazz Records )